# Tratado de São Petersburgo

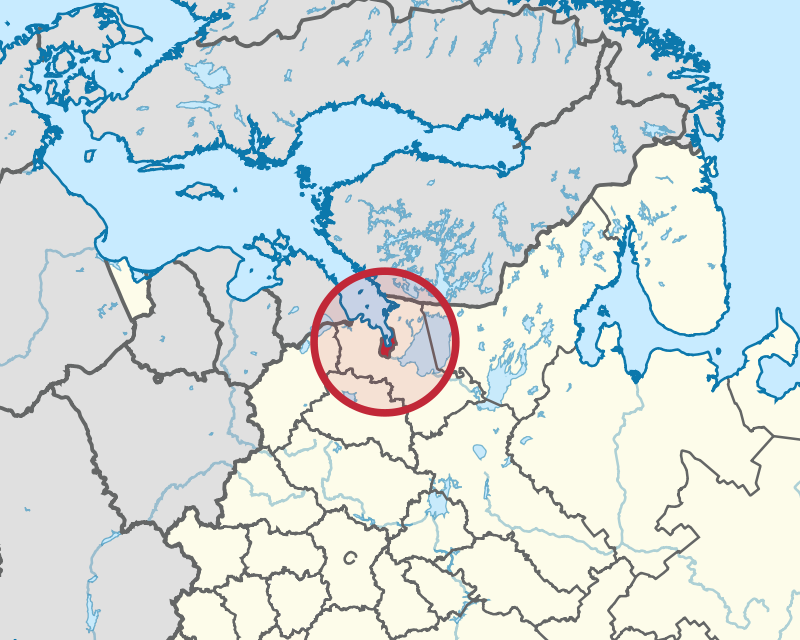
Localização de São Petersburgo na Rússia.

O Tratado de São Petersburgo foi assinado em 5 de maio de 1762 e encerrou os combates na Guerra dos Sete Anos entre a Prússia e a Rússia. O tratado seguiu a ascensão do imperador Pedro III, que admirava o rei prussiano Frederico, o Grande. Isso permitiu que o último se concentrasse em seus outros inimigos, Áustria e Saxônia, no que ficou conhecido como o "Milagre da Casa de Brandemburgo".
O tratado foi assinado pelo chanceler Mikhail Illarionovich Vorontsov pela Rússia e pela Prússia por seu enviado, o barão Wilhelm Bernhard von der Goltz. Rússia se comprometeu a ajudar na conclusão da paz entre os participantes individuais na Guerra dos Sete Anos e a devolver à Prússia todas as terras ocupadas pelas tropas russas durante a guerra. A intenção de devolver a terra foi divulgada antes da assinatura do tratado; em 23 de fevereiro, a Rússia declarou "que deve haver paz com este rei da Prússia; que Sua Majestade czarista, por sua vez, está decidida sobre o assunto; desiste da Prússia Oriental e das chamadas conquistas feitas; participação russa em tais uma guerra cessou". Além disso, foi acordado que a Rússia ajudaria a Prússia na negociação de uma paz com a Suécia.
Frederico II (1712-1786) ficou tão feliz, que "ordenou Te Deum e fêtes (festivais)" após a assinatura do Tratado em 5 de maio. Seu motivo de alegria foi bem merecido, "pois o czar prometeu-lhe assistência de uma força simbólica de 18 000 homens" para ser usada contra o exército austríaco. O subsequente Tratado de Hubertusburg fez a paz entre a Prússia, a Áustria e a Saxônia, mas "embora tenha restaurado o status quo pré-guerra, marcou a ascensão da Prússia como uma das principais potências europeias".

Dois anos após o tratado, Prússia e Rússia firmariam uma aliança defensiva.